# Meana (manzana)
Meana es una  variedad cultivar de manzano (Malus domestica) Esta manzana es originaria de Asturias y es una de las 76 variedades de manzana que se incluyen en la D.O.P. Sidra de Asturias. Está cultivada en la colección de manzanos asturianos del SERIDA.

## Sinonimia
- "Manzana Meana"[4]

## Características
El manzano de la variedad 'Meana' tiene un vigor elevado. Silueta de la estructura de ramificación (sistema de formación en eje): 11 a 12. Tipo de fructificación: II.
Época de inicio de floración (promedio periodo 2005-2009): De floración tardía, principios de la primera decena de mayo.
La variedad de manzana Meana tiene un fruto de tamaño mediano, con una forma truncada cónica, con una altura de 61 mm, y una anchura de 71-75 mm; con una relación altura-diámetro bastante aplanada de 0,76-0,85; posición del diámetro máximo hacia el pedúnculo. Pruina de la epidermis ausente o débil, siendo la textura de la epidermis lisa o rugosa, estado ceroso de la epidermis ausente o débil; color de fondo de la epidermis verde blanquecino, extensión del sobrecolor alta a muy alta; color del sobrecolor rosado y naranja con estrías rosadas o rojas, con una intensidad de sobrecolor media, tipo color de superficie en placas continuas con estrías, y con una cantidad de "russeting" (pardeamiento áspero superficial que presentan algunas variedades) baja amedia.
Acostillado interior de la cubeta ocular ausente o muy débil a medio; coronamiento final del cáliz también llamado perfil de cubeta es ligeramente ondulado o ligeramente ondulado, apertura del ojo es algo abierto o cerrado, y tamaño del ojo es de mediano; profundidad de la cubeta ocular es media a profunda, y la anchura de la cubeta ocular es media, y la cantidad de "russeting" en cubeta ocular es alta a muy alta. Longitud de los sépalos de largos (>5 mm) a medianos (4-5 mm).
Longitud del pedúnculo mediano (16-20 mm) a corto (11-15 mm) y algunos muy cortos (≤10 mm), espesor del pedúnculo es mediano a delgado, profundidad cubeta peduncular es profunda, y la anchura de la cubeta peduncular es ancha, y la cantidad de "russeting" en la cubeta peduncular es baja a media. Relación cubeta ocular-cubeta peduncular es tronconónica.
Densidad de las lenticelas medianamente numerosas, tamaño de las lenticelas es pequeño y algunas mediano, siendo el color núcleo de la lenticela marrón,  sin aureola y algunas con bordes difuminados. Color de la pulpa crema; apertura de lóculos en sección transversal, están abiertos, algunos algo abiertos o cerrados.
Maduración de segunda a tercera decena de octubre.

## Rendimientos de producción
Producción: Entrada en producción algo lenta, cuando alcanza la plena producción ésta es >30 t/ha y resulta medianamente alternante.(contrañada).
Rendimiento en mosto (l/100 kg): 63,0 ± 4,9. Azúcares totales (g/l): 94,4 ± 6,3. Acidez total (g/l H2SO4): 4,6 ± 0,4. pH: 3,4 ± 0,2. Fenoles totales (g/l ac. Tánico): 2,0 ± 0,4. Grupo tecnológico: Amargo-ácido.

## D.O.P.Sidra de Asturias
La Denominación de Origen Protegida (D.O.P.) sidra de Asturias se ha de elaborar exclusivamente con manzanas procedentes de parcelas asturianas inscritas en el “Consejo Regulador de la Denominación de Origen”, que es el organismo oficial que según el artículo 10 del reglamento (CEE 2081/92) acreditado para certificar que una sidra cumpla los requisitos establecidos en su reglamento para ser “Sidra de Asturias”.
En la actualidad (2018) cuenta con 31 lagares, 322 cosecheros y 843 hectáreas registradas y auditadas.

## Sensibilidades
- Oidio: ataque débil
- Moteado: ataque medio
- Momificado: ataque muy débil[9]
- Chancro del manzano: ataque débil.[5][10]